# Trithrinax
Trithrinax é um género botânico pequeno das regiões subtropicais da América do Sul, pertencente à família Arecaceae, e é constituído de poucas espécies, das quais 3 ocorrem no Brasil, ou ocorriam, porque a espécie Trithrinax schizophylla está possivelmente extinta no país, ocorre contudo no Paraguai, Bolívia e norte da Argentina.

## Características botânicas do gênero
São plantas de estipe solitário ou cespitoso, desprovido de palmito e coberto pelos remanescentes da base das folhas já caídas, que eventualmente se desprendem deixando um estipe grosseiro e estriado longitudinalmente. A bainha é constituída de tecido fibroso claro terminado em espinhos rígidos. A lâmina foliar é flabeliforme e palmada, de forma quase circular e quase regularmente dividida além da metade do seu diâmetro em numerosos segmentos de uma única dobra, com ápice superficial ou profundamente bífido. A inflorescência é interfoliar, solitária e ramificada, com pedúnculo curto. A origem do nome deste gênero é relacionada com a forma da folha: Thrinax é uma palavra grega que significa tridente ou garfo de três  pontas, e portanto, trithrinax  significa "três tridentes".

## Espécies
- Trithrinax acanthocoma Drude (1878)
- Trithrinax biflabellata
- Trithrinax brasiliensis Mart. (1837)
- Trithrinax campestris
- Trithrinax schizophylla Mart. (1882)

## Ocorrência e Habitat das espécies do gênero
Este gênero ocorre no Paraguai, Uruguai, Bolívia, Argentina e Brasil (Rio Grande do Sul, Santa Catarina, Paraná e Mato Grosso do Sul).